# Mayriella venustula
Mayriella venustula é uma espécie de formiga do gênero Mayriella, pertencente à subfamília Myrmicinae.